# Museu de Belas Artes (Berna)
O Museu de Belas Artes de Berna  (Kunstmuseum em alemão, para  "museu de arte") é um museu público voltado à produção artística ocidental, localizado na cidade de Berna, na Suíça.

## Histórico
A criação do Kunstmuseum de Berna é fruto das idéias revolucionárias que modificaram o conceito de museu ao longo do século XVIII na Europa, fazendo proliferar por todo o continente as instituições abertas ao público, destinadas a reunir objetos representativos das realizações humanas.

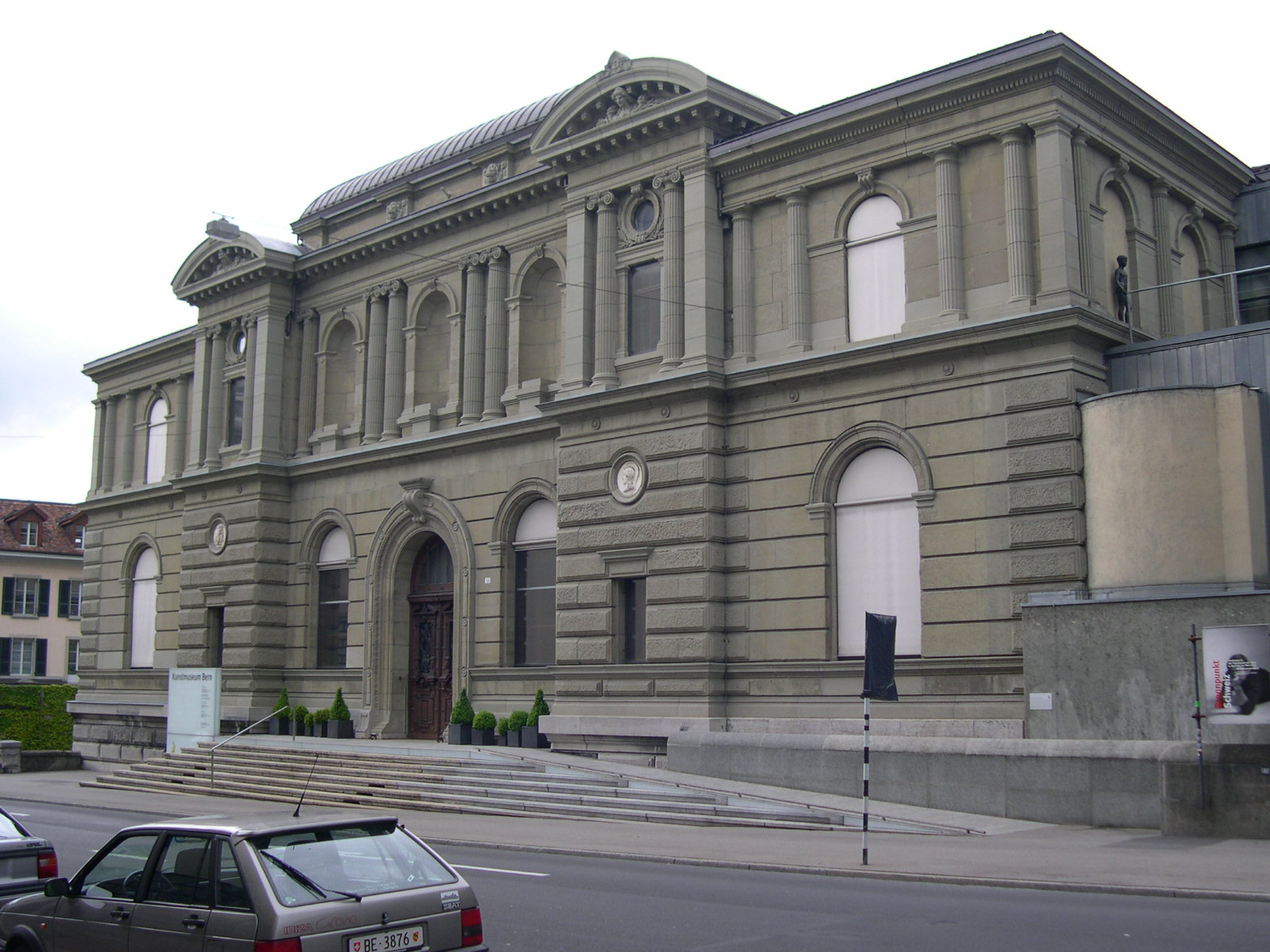
O Kunstmuseum em Berna.

O museu foi criado em 1809, sob a denominação de Coleção Nacional de Arte de Berna. Seu acervo era então constituído por cópias em gesso de esculturas da Antiguidade, adquiridas no começo do século XIX pela Escola Superior de Desenho de Berna para o treinamento dos estudantes. Paralelamente, em 1813, foi criada a Bernische Kunstgesellschaft ("sociedade artística de Berna"), que passou a reunir um acervo composto majoritariamente por desenhos e aquarelas.
Em 1849, as duas coleções foram unificadas, passando a ser abrigadas em um mesmo edifício. A construção da atual sede do Kunstmuseum (dita Stettlerbau) tornou-se possível em 1875, graças à doação póstuma feita pelo arquiteto Gottlieb Hebler, que legou toda sua herança para este fim. O edifício foi projetado por Eugen Stettler e erguido entre 1876 e 1878, sendo inaugurado em 9 de agosto de 1879.
Em 1932, iniciou-se a ampliação do edifício, com a construção de uma nova ala entregue em 1936. Na década de 1980, no entanto, a ala foi demolida para dar lugar a uma nova extensão. Este segundo anexo foi inaugurado em 1983. Do anexo anterior, conserva-se hoje apenas uma parede com esgrafitos decorativos feitos por Cuno Amiet. A última reforma ocorreu em 1999.

## Acervo

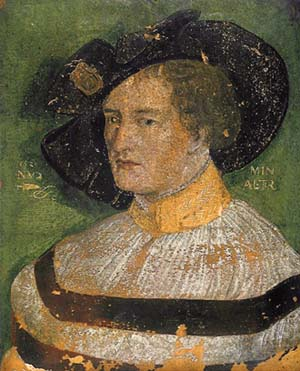
Auto-retrato de Niklaus Manuel

O Kunstmuseum de Berna abriga um amplo acervo dedicado à história da arte ocidental, cobrindo o período que vai da Idade Média aos dias de hoje. A coleção, entre as mais importantes da Suíça, é composta por mais de três mil exemplares de pinturas e esculturas e outros 48 mil objetos, como desenhos, gravuras, fotografias, vídeos e filmes.
Na coleção de pinturas, destaca-se um pequeno núcleo de obras italianas dos séculos XIII e XIV, única em seu tipo na Suíça, em que sobressai a Maestà de Duccio di Buoninsegna. Há um grande número de pinturas e esculturas de artistas bernenses ou da região, abrangendo do período gótico ao século XIX, com obras de Niklaus Manuel, Joseph Heintz, o Velho, Joseph Werner, Albert Anker, entre outros.
A coleção abarca um núcleo bastante significativo de obras relacionadas ao Impressionismo, à arte moderna e à arte contemporânea. Destacam-se Manet, Cézanne, Monet, Pissarro, Renoir, van Gogh, Toulouse-Lautrec, Kirchner e Pollock, entre outros. No segmento referente aos artistas suíços, há várias obras de Ferdinand Hodler, Cuno Amiet e Giovanni Giacometti.
Na coleção de artes gráficas, há gravuras e desenhos de mestres antigos (Hans Baldung Grien, Beham, Hans Burgkmair, Dürer, Jacques Callot, van Dyck, Rembrandt) e modernos (Salvador Dalí, Sophie Taeuber-Arp, Kandinsky, Pablo Picasso, André Masson, etc.).